# Михайловський Завод
Миха́йловський Заво́д (рос. Михайловский Завод) — селище у складі Нижньосергинського району Свердловської області. Входить до складу Михайловського міського поселення.
Населення — 656 осіб (2010, 620 у 2002).
Національний склад станом на 2002 рік: росіяни — 71 %, татари — 26 %.